# Алі II (ширваншах)
Алі II (д/н — 1043) — 12-й ширваншах в 1034—1043 роках.

## Життєпис
Походив з династії Кесранідів. Син ширваншаха Язіда II. Про дату народження, молоді роки відомостей обмаль. Замолоду звався Абу Мансур Алі. 1034 року зміг повалити свого брата — ширваншаха Манучехра I, ставши новим володарем Ширванської держави. 1035 році одружився з удовою брата — ас-Сітт.
Продовжив політику попередників, спрямовану на підкорення Дербентського емірату. У 1035 році завдав поразки еміру Абд аль-Маліку II й захопив Дербент, де ширваншах залишив намісником свого візира Мансура ібн-Мусіддіда. Але невдовзі Абд аль-Малік II повернув собі свої землі. Потім з огляду на відсутність підтримки мешканців Дербенту Алі II замирився з еміром Абд аль-Маліком II, за якого видав сестру Шамкуйє.
Згодом після повстання місцевих раїсів допоміг швагрові повернутися на трон. Водночас намагався збільшити вплив в еміраті, що призводило до сутичок. Помер 1043 року. Йому спадкував брат Кубад.